# Unterwurmbach
Unterwurmbach (auch Worma genannt) ist ein Gemeindeteil der Stadt Gunzenhausen im mittelfränkischen Landkreis Weißenburg-Gunzenhausen in Bayern. Die Gemarkung Unterwurmbach hat eine Fläche von 8,563 km². Sie ist in 1493 Flurstücke aufgeteilt, die eine durchschnittliche Flurstücksfläche von 5735,14 m² haben. In ihr liegt neben dem namensgebenden Ort der Gemeindeteil Oberwurmbach.

## Geographie

### Lage
Unterwurmbach befindet sich am Unterlauf des Wurmbaches, eines Nebenflusses der Altmühl, der östlich an dem Ort vorbeifließt. Nordwestlich des Ortes wird der Fluss vom Hambach gespeist. Die Nachbarorte sind im Uhrzeigersinn Oberwurmbach, Edersfeld, Aha, Gunzenhausen, Scheupeleinsmühle, Schweina und Unterhambach. Gunzenhausen liegt rund zwei Kilometer in östlicher Richtung, der Ortsteil Oberwurmbach einen Kilometer westlich. Ein Kilometer nördlich ist das Südufer des Altmühlsees mit der Hirteninsel. Südwestlich von Unterwurmbach befindet sich der über 470 Meter hohe Wurmbacher Berg.

### Fläche
Die Gesamtfläche der Gemarkung Unterwurmbach beträgt 856,8153 Hektar (= 8,6 km²). Diese Fläche teilt sich folgendermaßen auf:
- Gebäude- und Freiflächen: 47,2891 Hektar
- Betriebsflächen: 1,5595 Hektar
- Landwirtschaftsflächen: 453,8441 Hektar
- Erholungsflächen: 3,1851 Hektar
- Verkehrsflächen: 80,4129 Hektar
- Waldflächen: 198,0452 Hektar
- Wasserflächen: 60,2480 Hektar
- sonstige Flächen: 12,2314 Hektar

## Geschichte

### Ortsname
Der Name Unterwurmbach kommt von der Lage am Unterlauf des Wurmbachs („geschlängelter Wasserlauf“). 1238 wurde Wrenmach erstmals urkundlich erwähnt, wobei unklar ist, ob es sich dabei um Ober- oder Unterwurmbach handelte. Irgendwann entstand ein zweites Dorf namens Wurmbach, weshalb man die eine Siedlung Oberwurmbach, die andere Niederwurmbach, später Unterwurmbach nannte.

### Ortsgeschichte
Wahrscheinlich wurde Unterwurmbach im 8. Jahrhundert von den Franken gegründet. Damals lag das Dorf an einer bedeutenden Handels- und Pilgerstraße, weshalb man die 1520 geweihte Dorfkirche St. Jodokus nach dem Schutzheiligen der Reisenden benannte. 1238 erwarb das Kloster Auhausen einen Hof, wodurch Unterwurmbach erstmals urkundlich erwähnt wurde. Am meisten in Unterwurmbach begütert war damals das Adelsgeschlecht der Truhendinger, das um 1200 im Ort eine Burg errichten ließ. Güter besaßen damals auch der Deutsche Orden, das Kloster Wörnitz, die Grafen von Oettingen und die Familie von Absberg. Ab 1572 ließen sich Exulanten, Glaubensvertriebene aus Österreich, in Unterwurmbach nieder. Die Reformation wurde 1580 eingeführt. Im selben Jahre trennte sich die Kirchengemeinde von Gunzenhausen und wurde selbstständig. Im Dreißigjährigen Krieg und im Spanischen Erbfolgekrieg wurde das Dorf wiederholt geplündert und zerstört. 1771 brach nach einer Seuche und einem leichten Erdbeben ein Brand aus, der mehrere Häuser zerstörte. 1806 wurde die Ortschaft bayerisch. Viele Menschen starben im Ersten und Zweiten Weltkrieg, unter anderem mussten beim Einmarsch der Amerikaner zwei Todesopfer beklagt werden. 1959 wurde das Siedlungsgebiet im Gleisdreieck mit 148 Baugrundstücken ausgewiesen. Durch die Gemeindegebietsreform in Bayern wurde die bis dahin selbständige Gemeinde am 1. April 1971 in die Stadt Gunzenhausen eingemeindet. Nach Abschluss der Flurbereinigung 1989 wurde der Kirchplatz neu gestaltet.

### Einwohnerentwicklung
Durch den Flüchtlingsstrom nach dem Ende des Zweiten Weltkriegs setzte ein starkes Bevölkerungswachstum ein.
| Jahr                   | Einwohnerzahl |
| ---------------------- | ------------- |
| Gemeinde Unterwurmbach |               |
| 1910                   | 545           |
| 1933                   | 513           |
| 1939                   | 503           |
| 1961                   | 633           |
| 1970                   | 947           |
| Ort Unterwurmbach      |               |
| 1987                   | 853           |
| 1995                   | 986           |
| 1998                   | 982           |
| 2000                   | 969           |
| 2003                   | 949           |
| 2006                   | 962           |
| 2009                   | 939           |
| 2014                   | 915           |
| 2019                   | 963           |

Mit einer Einwohnerzahl von 963 Einwohnern ist Unterwurmbach der zweitgrößte Gemeindeteil der Stadt Gunzenhausen (nach Frickenfelden).

## Sehenswertes

### Bodendenkmäler
Als Bodendenkmal gekennzeichnet sind eine Siedlung der Bronzezeit und der Fund eines neolithischen Steinbeils. Nördlich von Unterwurmbach verlief der Obergermanisch-Raetische Limes mit den Wachposten 13/49, 13/50, 13/51 und 13/52.

### St.-Jodokus-Kirche

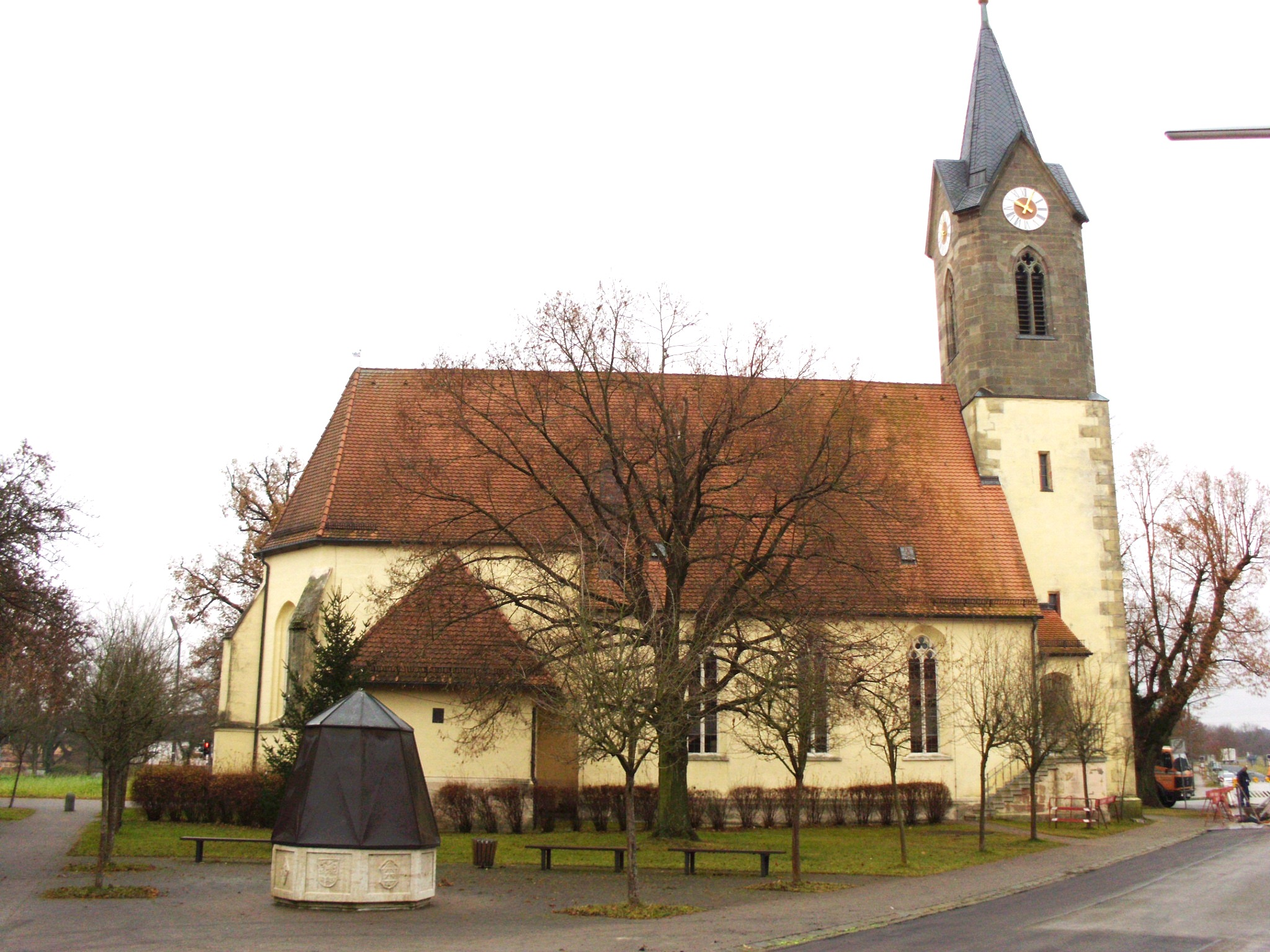
Kirche St. Jodokus von Norden aus

Die evangelisch-lutherische Kirche St. Jodokus ist eine gotische Kirche der seit 2003 bestehenden Pfarreiengemeinschaft Aha-Unterwurmbach-Pflaumfeld im Dekanat Gunzenhausen mit rund 460 Sitzplätzen.

#### Baugeschichte
Eine erste Kirche wurde 1520 erstmals erwähnt. Da Unterwurmbach an einem wichtigen Verkehrsweg lag, wurde als Patrozinium der Heilige Jodok gewählt, der Schutzheilige der Pilger, Reisenden und Schiffer. Im Dreißigjährigen Krieg wurde die Kirche zerstört, weshalb 1678 ein Neubau errichtet wurde. Diese Kirche wurde abgerissen und 1848 neu gebaut. 1862 wurde der Dachreiters durch den mit Schiefer gedeckten Kirchturm mit Spitzhelm ersetzt. 1892 folgte der Einbau der Rosette. Das Kirchendach wurde 1959 erneuert. 1964 und 1980 erfolgten umfassende Renovierungsmaßnahmen.

#### Baubeschreibung
Der Chor ist zweijochig und polygonal geschlossen und besitzt ein Rippennetzgewölbe mit Kopfkonsolen und Dreiviertsäulen. Das 13,40 Meter lange, 10,44 Meter breite und 6,44 Meter hohe Langhaus ist vierachsig, flachgeeckt und neugotisch gestaltet. In der Sakristei befinden sich die Namen der Unterwurmbacher Pfarrer seit 1815 und ihre Fotos seit 1901. Der Spitzchor ist zur Hälfte sechseckig. Die zwölf Spitzfenster sind in Ornamentik verglast. Die elektronische Kirchturmuhr hat vier Zifferblätter.

#### Ausstattung
Der gotische Hauptaltar orientiert sich am Hauptaltar der Gunzenhäuser Stadtkirche und wurde 1904 vom Bildhauer Jean Stöttner aus Nürnberg gefertigt. In der Kirche befindet sich neben einem Steintaufstein ein Holztaufstein mit der Inschrift „Verehrt Mich Johann Sophenias Friß Schul Meister zu Stetten nach Wirmbach 1735“, der 1904 ersetzt und 1980 wieder eingesetzt wurde. Die Kanzel zeigt vier Evangeliensymbole und eine Taube. Die erste Orgel wurde 1797 und die zweite 1873 von der Firma Steinmeyer gebaut. Die dritte und jetzige Orgel wurde 1968 als Schleifladenorgel von Steinmeyer gefertigt. Zwei der drei Kirchenglocken wurden 1953 mit ihren Inschriften in Karlsruhe gegossen. Die denkmalgeschützte dritte Glocke ist von 1778.

### Viadukte
Das Wurmbachviadukt befindet sich südlich von Unterwurmbach bei Streckenkilometer 36,3 und ist ein Teil der ehemaligen Ludwig-Süd-Nord-Bahn und der jetzigen Bahnstrecke Nördlingen–Gunzenhausen.
Auf der Brücke überquert die Bahnstrecke den Wurmbach und die Bundesstraße 466. Das Viadukt ist sechsbogig und wurde um 1845 erbaut. Die mittleren vier Joche sind eingleisig und modern in Betonbauweise wiederaufgebaut (Sprengung im letzten Krieg). Die Bögen über die Randfelder sind breiter und mit Stein verkleidet im Originalzustand erhalten. Die Länge beträgt 65, die Breite 5 bis 8 Meter.
Direkt im Ort überspannt bei Streckenkilometer 37,4 ein um 1845 erbautes rundbogige Viadukt die ehemalige Ludwig-Süd-Nord-Bahn. Östlich von Unterwurmbach liegt das Altmühlviadukt mit einem anschließenden 2,5 Kilometer langen Bahndamm. Es wurde mit seinen neun Bögen um 1845 erbaut, wobei fünf Bögen modern ergänzt wurden (diese Eisenbahnbrücke hat vier Stein- und fünf Stahlbetonbögen), die Länge beträgt rund 150 Meter.

### Kriegerdenkmal
An der Hauptstraße gegenüber der Kirche befindet sich ein Kriegerdenkmal, das 1922 von Hans Pyllip errichtet wurde. Am Volkstrauertag wird alljährlich der vermissten Soldaten der beiden Weltkriege gedacht. Die Namen der 72 vermissten oder gefallenen Soldaten sind am Denkmal in Stein gemeißelt.

### Weitere Baudenkmäler
Die beiden erdgeschossigen Kleinhäuser Lindermer 10a und Lindermer 6 wurden im frühen 19. Jahrhundert erbaut und sind wie die Dorfkirche, das Kriegerdenkmal und die Viadukte ein Baudenkmäler. Das Bauernhaus eines Dreiseithofes, das Haus Schlossgasse 3, ist ein zweigeschossiger Satteldachbau mit Sockel in Sandsteinmauerwerk von 1899. Das eingeschossige Wohnstallhaus Eleonore-von-Lentersheim-Straße 19 mit Satteldach wurde zusammen mit der anschließenden Scheune im 18. oder 19. Jahrhundert erbaut.
Am ehemaligen Schloss ist eine denkmalgeschützte Erinnerungstafel aus dem 19. Jahrhundert eingelassen. Nahe der Hauptstraße befindet sich ein mittelalterliches Steinkreuz. Die alte Dorflinde vor der Dorfkirche wurde als Naturdenkmal gekennzeichnet.

## Wappen
Der Wappenbeschreibung lautet: „Geteilt von Gold und Grün; oben ein vierfüßiger, geflügelter roter Lindwurm mit Stachelschwanz, unten ein silberner Querbach.“ Der Lindwurm wurde auch im Wappen der Herren von Wurm geführt. Die beiden Symbole „Wurm“ und „Bach“ versinnbildlichen den Ortsnamen.

## Kultur und Infrastruktur

### Wirtschaft
Die Bewohner des früher landwirtschaftlich geprägten Ortes arbeiten heute meist in Industrie und Dienstleistung der nahen Stadt Gunzenhausen. Durch den nahen Altmühlsee wurde auch der Fremdenverkehr ein wichtiger Wirtschaftszweig. Im Ort gibt es einige kleinere Geschäfte, eine Gärtnerei und eine Geschäftsstelle der VR Bank im südlichen Franken.
Das Gewerbegebiet B 13/West liegt zwischen Unterwurmbach und Gunzenhausen, direkt an der Bundesstraße 13 und hat eine Gesamtfläche von 63.000 m².

### Verkehr
Westlich von Unterwurmbach bildet die Bundesstraße 466 (B 466) (Schwabach–Göppingen), die bis 1989 durch Unterwurmbach führte, eine Umgehungsstraße. Einen halben Kilometer entfernt führt die östlich gelegene Bundesstraße 13 (Würzburg–Ingolstadt) zur rund 20 Kilometer entfernten Bundesstraße 2 (Nürnberg–Augsburg). Westlich mündet die Staatsstraße 2219 und nordwestlich die Staatsstraße 2222 in die B 466 ein. Die A 6 (Heilbronn–Nürnberg) verläuft rund 22 Kilometer nördlich. Nahe Unterwurmbach liegt die Bahnstrecke Würzburg-Treuchtlingen. Die Bahnstrecke Nördlingen–Gunzenhausen wurde 1849 eröffnet (Abschnitt Oettingen–Gunzenhausen am 20. August 1849) und ist ein Teil der Ludwig-Süd-Nord-Bahn, sie teilt den Unterwurmbacher Ortskern vom südlich gelegenen Neubaugebiet. Am 27. September 1985 wurde durch die Deutsche Bundesbahn der reguläre Personenverkehr eingestellt. Verkehr fand anschließend auf der durch das Bayerische Eisenbahnmuseum betriebenen Museumsbahn mit Diesel- bzw. Dampftraktion an einigen Wochenenden im Jahr statt. Eine Reaktivierung des nördlichen Abschnitts dieser Strecke (Gunzenhausen-Wassertrüdingen) fand im Dezember 2024 statt, seitdem verkehren stündliche Verbindungen zwischen Pleinfeld und Wassertrüdingen. Dabei entstand erstmals ein Haltepunkt in Unterwurmbach.
Der nächste Bahnhof befand sich zuvor in Gunzenhausen (3 km); der nächste Verkehrsflughafen in Nürnberg (50 km). Im Ort gibt es eine Omnibushaltestelle der Verkehrsverbundes Großraum Nürnberg.

### Wormer Streiflichter
Vierteljährlich erhalten die Haushalte in Ober- und Unterwurmbach eine Ausgabe der Wormer Streiflichter mit einem Veranstaltungskalender und Berichten über Vereine und Unternehmen im Ort.

### Bildung
Der Bau des ersten Schulhauses erfolgte 1857. Die Unterwurmbacher Grundschule musste 2007 trotz der Sammlung von 200 Unterschriften schließen, da die Schülerzahl auf unter 60 sank. Vor der Schließung waren in der Schule zwei erste Klassen untergebracht. Seitdem besuchen die Erstklässler die Grundschule Gunzenhausen. Die nächste Realschule und ein Gymnasium befinden sich ebenfalls in Gunzenhausen.
Die evangelische Kindertagesstätte „Spatzennest“ betreut mit 8 Erzieherinnen.

### Veranstaltungen

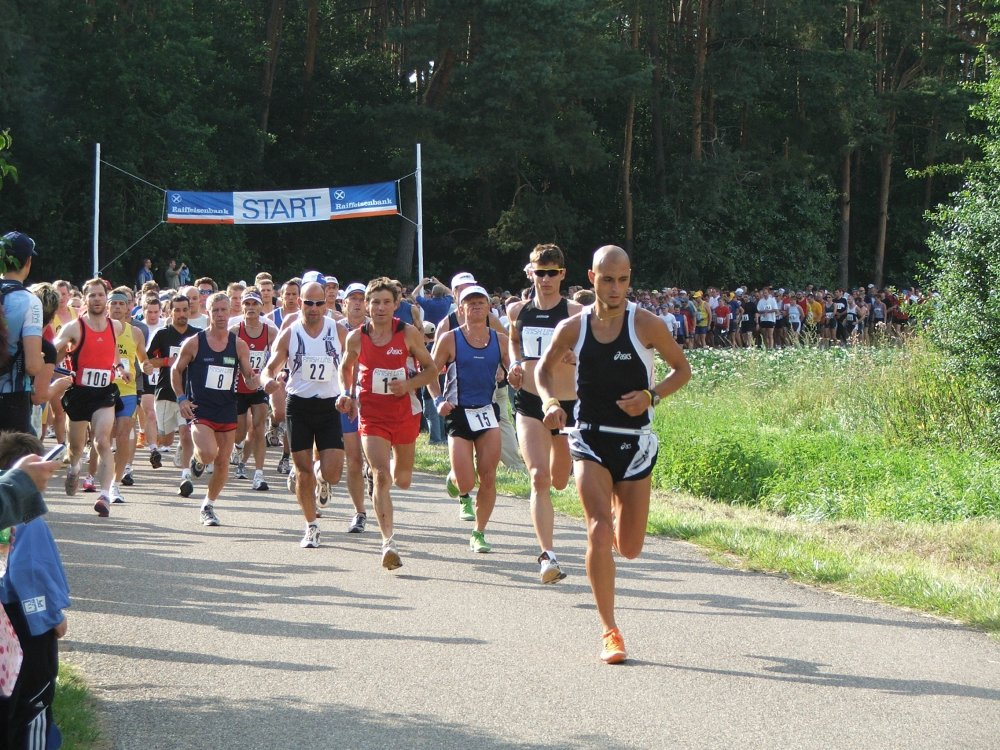
Start des Altmühlsee-Halbmarathons 2005

Die „Wormer Kirchweih“ findet jährlich am Wochenende vor dem Michaelistag statt. Eröffnet wird sie meist mit einem Umzug. Neben der Dorfkirchweih ist das von den Vereinen ausgerichtete Dorffest die größte Veranstaltung in Unterwurmbach.
Der Altmühlseelauf ist ein Marathon mit Jedermannslauf und Halbmarathon, der seit 1986 vom SV Unterwurmbach veranstaltet wird. Er findet jährlich am dritten Samstag im Juli statt. Start und Ziel des Marathons ist der Sportplatz. Die Strecke führt um den Altmühlsee.

### Ortsneckname
Der Ortsneckname der Unterwurmbacher lautet Schafsfüß.

### Vereine
In Unterwurmbach gibt es folgende Vereine:
| Verein                                               | Gründungsdatum | Anzahl an Mitgliedern | Sonstiges |
| ---------------------------------------------------- | -------------- | --------------------- | --- |
| FCN-Fanclub Unterwurmbach                            | 30. Dez. 1980  | 115                   | |
| Kulturverein „Worma“ e. V.                           | 13. Feb. 2009  | 123                   | |
| Schützenverein Unterwurmbach                         | 22. Juli 1922  | 178                   | Während des Zweiten Weltkrieges wurde der Verein aufgelöst und 1954 wiedergegründet. Seit der Wiedergründung fanden vier Schützenfeste statt. |
| Gartenfreunde Unterwurmbach                          | 11. März 1955  |                       | Früher hieß der Verein Obstbauverein Unterwurmbach. |
| Wormer Musikanten                                    | 1987           | 15                    | Das Repertoire der Musikanten besteht aus fränkischer und böhmisch/mährischer Blasmusik. |
| Posaunenchor Unterwurmbach                           | 1913           | ca. 30                | Der Verein musste im Zweiten Weltkrieg aufgelöst werden. 1946 wurde er wiedergegründet. |
| Sportverein Unterwurmbach e. V.                      | 1949           | ?                     | Die Sparten des Vereins sind Fußball, Baseball, Tennis, Seniorensport (Rückengymnastik, Nordic Walking), Laufsport, Tischtennis, Fitness & Gymnastik. Zwischenzeitlich gab es noch die Sparten Ski und Hundeschlitten. 1952 musste der Verein aufgelöst werden, die Wiedergründung erfolgte 1964. 1985 wurde das heutige Sportheim bezogen, 1990 wurden die neuen Tennisplätze eröffnet. Seit 1986 organisiert die SV Unterwurmbach den Altmühlseelauf. |
| Soldaten- und Reservistenkameradschaft Unterwurmbach | 14. März 1919  | 75                    | Der frühere Name des Vereins lautete Kriegerverein Unterwurmbach. Der Verein wurde im Zweiten Weltkrieg aufgelöst und am 19. Juni 1954 wiedergegründet. |
| Freiwillige Feuerwehr Ober-Unterwurmbach             | 22. Jan. 1879  | 104                   | Im Zuge der Eingemeindung von Unterwurmbach nach Gunzenhausen im Jahre 1971 wurde die Feuerwehr eine selbstständige Ortsgruppe der Freiwilligen Feuerwehr Gunzenhausen. 1997 erlangte die Feuerwehr ihre Selbstständigkeit. Das in den Jahren 1985 und 1999 erneuerte Feuerwehrhaus wurde 1920 erbaut. |

## Persönlichkeiten
- Anja Stapor (* 1991), deutsche Autorin